# Nokia PC Suite
Nokia PC Suite je softwarový balík používaný pro vytvoření připojení mezi mobilními telefony Nokia a počítači běžící na Microsoft Windows operačním systému. Bývá použit pro přenos hudby, fotek a aplikací. Lze ho použít i pro odesílání SMS zpráv nebo připojení k internetu. Mobilní telefon lze připojit pomocí USB, Bluetooth, nebo Infračervený port.

## Aktuální verze
Poslední dostupná verze je Nokia PC Suite 7.1.40.6 (leden 2010).
Pozor! Některé nejnovější verze nemusí být zpětně kompatibilní. Nejnovější verzi PC Suite pro daný model telefonu najdete na webové stránce Nokia.

## Aplikace
Následující aplikace jsou zahrnuty v nejnovější verzi Nokia PC Suite:
- Nokia PC Sync pro kontakty, kalendář, poznámky, úkoly, e-maily, záložky a soubor/složky
- Nokia Content Copier pro zálohování a obnovení
- Nokia Application Installer pro instalování Java a Symbianových aplikací
- Nokia Správce Souborů pro přenos souborů
- Nokia Kontakty pro správu kontaktů
- Nokia Zprávy pro správu zpráv
- One touch Access pro připojení k internetu(použije telefon jako modem)
- Nokia Music Manager pro CD ripping a přenos hudby
- Nokia Image Store pro přenos obrázků z telefonu do PC
- Upozornění na novou verzi software(firmware) (přes Nokia Software Updater)

## Systémové požadavky
- Volné místo na pevném disku: 150 MB (velikost instalačního souboru asi 25 MB)
- Operační systém:
  - Windows 2000 (Service Pack 4)
  - Windows XP (Professional nebo Home Edition) (Service Pack 1 nebo Service Pack 2)
  - Windows Vista edice x32 a x64

- Metody připojení: USB kabel, Bluetooth, nebo Infračervený port
- Podporovaný Bluetooth software (Bluetooth adaptéry):
  - Microsoft Windows Bluetooth (zahrnuto v XP SP2 nebo Vista)
  - Toshiba Bluetooth stack pro Windows XP/2000 v 4.0
  - WIDCOMM BTW 1.4, 3.0, 4.0, 5.0
  - IVT BlueSoleil Bluetooth stack pro Windows XP/2000, verze ovladače 1.6.1.4 (Nokia Nseries, Eseries, a 3250 telefony požadují verzi ovladače 2.1.2.0.)

## Nokia PC Sync
Nokia PC Sync zprostředkovává synchronizaci kontaktů, kalendáře, poznámek, úkolů, e-mailů, záložek a souborů/složek mezi podporovaným telefonem Nokia a:
- Microsoft Outlook 2000, 2002, 2003, 2007, 2010 x86
- Outlook Express
- Windows Kontakty
- Lotus Notes 5.x, 6.x a 7.0
- Lotus Organizer 5.x a 6.x
- záložky Windows Internet Exploreru a Mozilla Firefoxu
- Windows 2000/XP soubory/složky